# Alama Hassanzadeh Amoli

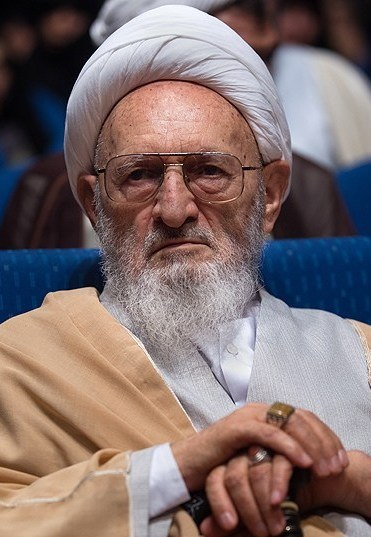
Alama Hassanzadeh Amoli

Alama Hassanzadeh Amoli (auch Alama Hassanzadeh; persisch علامه حسن زاده آملی, DMG Hassan Tabari Amoli; * 30. Juni 1928 in Larijan; † 25. September 2021) war ein iranischer islamischer Philosoph des 20. Jahrhunderts und schiitischer Kleriker mit dem religiösen Titel Allameh.
Er wurde am 30. Juni 1928 in Larijan geboren und wuchs in Amol auf.
Er verfasste zahlreiche Bücher zur islamischen Philosophie.